# Gorden
Gorden ist ein Ortsteil der Gemeinde Gorden-Staupitz im südbrandenburgischen Landkreis Elbe-Elster. Der Ort befindet sich etwa 13 Kilometer nordöstlich von Elsterwerda an der Landesstraße 62 im Naturpark Niederlausitzer Heidelandschaft.

## Geschichte

Gorden auf einer geschichtlichen Karte des Kreises Liebenwerda (1910).

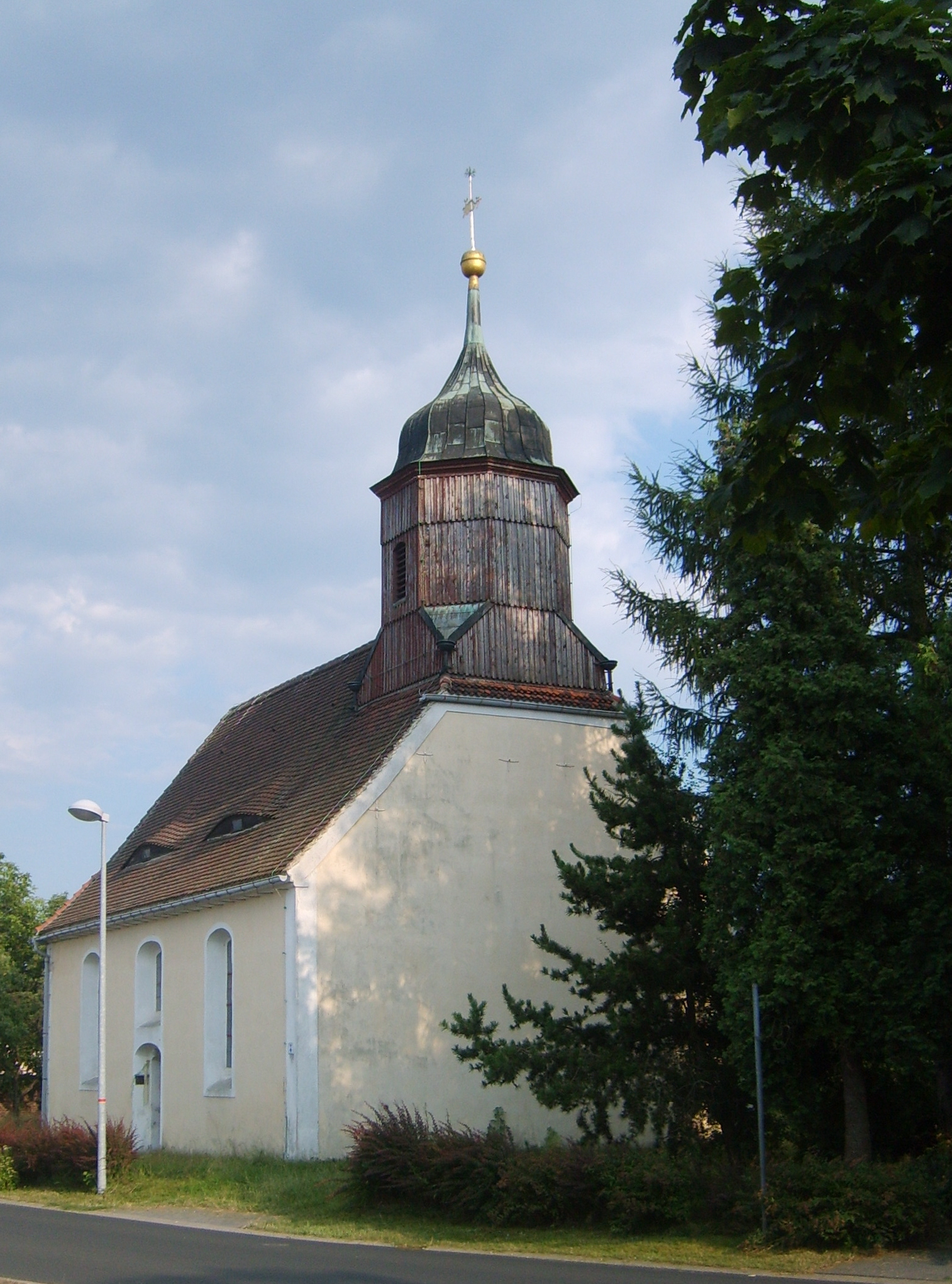
Dorfkirche

Gorden wurde 1297 in einer Urkunde des Klosters Dobrilugk unter dem Namen Gordan erstmals urkundlich erwähnt. 1394 wurde der Ort als „Jordan“ genannt. 1529 lebten hier 17 Hüfner und 3 Gärtner.
Während des Dreißigjährigen Krieges hatte auch Gorden schwer zu leiden. So raubten 1641 Truppen des schwedischen Feldherrn Wrangel alles Vieh des Dorfes. Nach dem Krieg lebten hier im Jahre 1672 noch 15 Hüfner, 7 Gärtner und 5 Häusler.
Durch einen großen Brand brannte 1733 ganz Gorden ab. Von 1740 bis 1744 wurde durch Johannes Müller der Gohra-Elsterwerdaer Floßgraben angelegt. Der Graben, welcher der Holzversorgung im Raum Dresden und Meißen diente, führte nur zur Floßzeit Wasser und wurde über drei Zuleiter von zwischen Sorno und Gohra gelegenen Teichen damit versorgt. Die erste massive Kirche in Gorden wurde 1749 errichtet und 1766 bekam der Ort eine eigene Schule.
Nachdem Gorden infolge der Bestimmungen des Wiener Kongresses 1815 vom Königreich Sachsen an den Regierungsbezirk Merseburg der preußischen Provinz Sachsen gefallen war, zählte das zum Kreis Liebenwerda gehörende Dorf 1835 58 Wohnhäuser mit 411 Einwohnern. An Vieh wurden 43 Pferde, 300 Stück Rindvieh, 262 Schafe, 6 Ziegen und 84 Schweine gezählt. 1874 wurde im Ort ein Standesamt eingerichtet. Eine Straßenbeleuchtung mit sieben Lampen erhielt das Dorf 1929.
Ein Erntekindergarten wurde in Gorden 1954 eingerichtet und 1957 eine Landwirtschaftliche Produktionsgenossenschaft (LPG) des Typs I mit 3 Bauern gegründet. Ein Jahr später eröffnete im Dorf ein Lebensmittelselbstbedienungsladen, welcher der erste seiner Art im damaligen Kreis Bad Liebenwerda und im gesamten Bezirk Cottbus war. 1963 erfolgte der Bau der Gordener Wasserleitung.
Das südöstlich gelegene Erholungsgebiet Grünewalder Lauch wurde 1977 eröffnet. Fünf Jahre später erfolgte 1982 die Schließung der Gordener Schule. Die Kinder des Ortes gingen von da an in eine neu eingeweihte Schule im benachbarten Staupitz.
Nachdem Gorden 1992 dem nach der Wiedervereinigung neuerschaffenen Amt Plessa zugeordnet wurde, entstand am 31. Dezember 2001 aus dem freiwilligen Zusammenschluss der bis dahin selbständigen Gemeinden Gorden und Staupitz die Gemeinde Gorden-Staupitz.

### Bevölkerungsentwicklung
| 1875 | 600 |  | 1946 | 1119 |  | 1989 | 724 |  | 1995 | 675 |
| 1890 | 640 |  | 1950 | 1034 |  | 1990 | 720 |  | 1996 | 671 |
| 1910 | 700 |  | 1964 | 908  |  | 1991 | 704 |  | 1997 | 668 |
| 1925 | 787 |  | 1971 | 873  |  | 1992 | 704 |  | 1998 | 661 |
| 1933 | 784 |  | 1981 | 772  |  | 1993 | 701 |  | 1999 | 652 |
| 1939 | 813 |  | 1985 | 762  |  | 1994 | 686 |  | 2000 | 650 |

## Kultur und Sehenswürdigkeiten

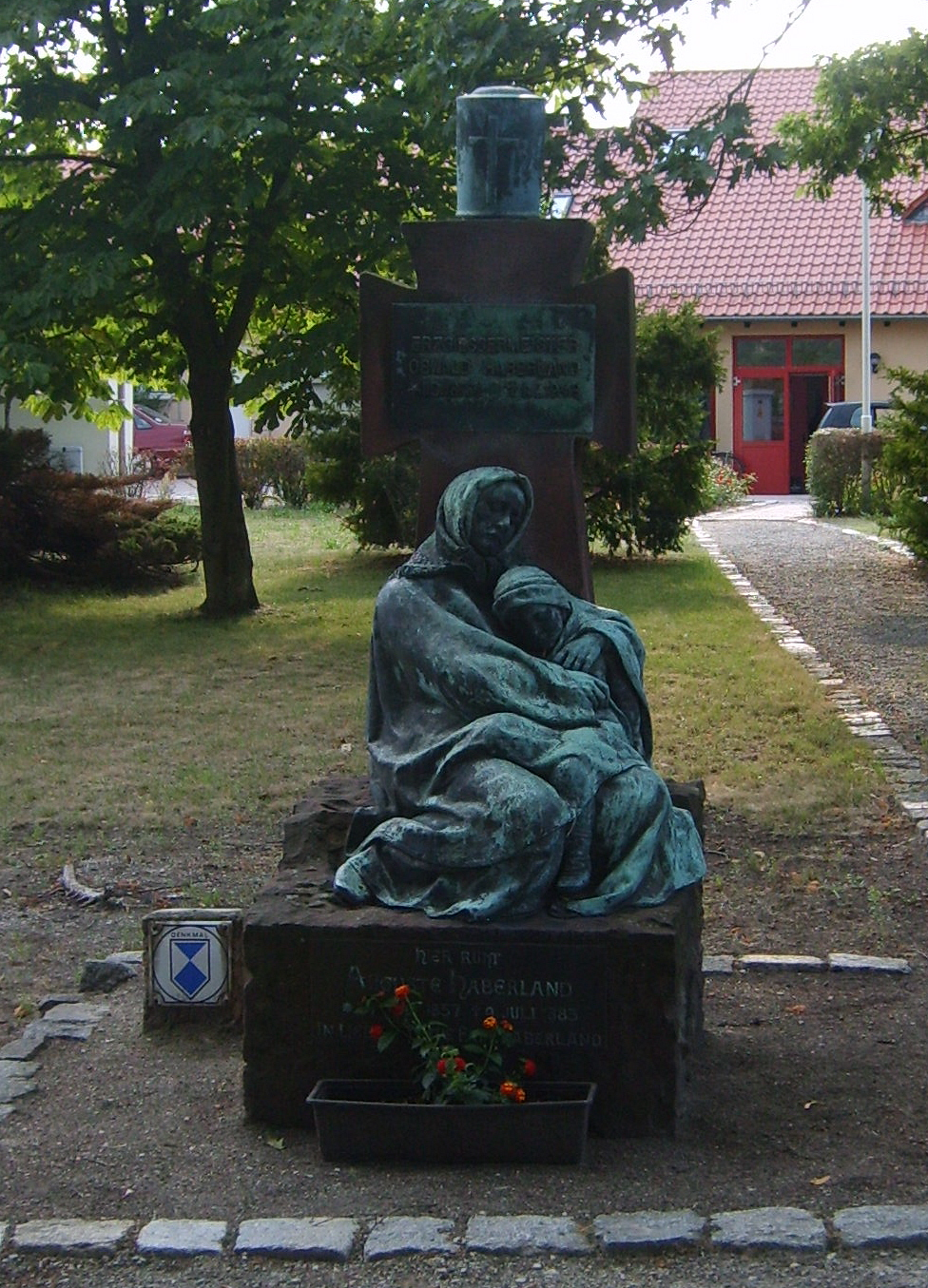
Denkmal „Mutter und Kind“

- Auf der Denkmalliste des Landes Brandenburg befinden sich die 1749 erbaute Gordener Dorfkirche, das Pfarrhaus in der Hauptstraße 6, ein barocker Grabstein auf dem Gordener Friedhof sowie das 1926 von Oswald Haberland errichtete Bronzedenkmal „Mutter und Kind“.[8][9]
- In der Ortslage von Gorden befindet sich ein Sühnekreuz. Eine Sage erzählt hier von einer untergegangenen Stadt unweit des „Loben“, einem südlich gelegenen Moorgebiet zwischen Gorden und Hohenleipisch. Dort soll es auch ein Schloss gegeben haben, wo ein unerbittlicher Ritter hauste, der die ihm untertänigen Bauern mit hohen Flachsabgaben plagte. Die Gordener Weiber waren darüber wohl so empört, dass sie ihn mit Flachssträngen erschlugen. Zur Strafe mussten sie ein Sühnekreuz setzen lassen, welches bis in die Gegenwart erhalten geblieben ist.[10][11][12]
- Das Naherholungsgebiet Grünewalder Lauch befindet sich etwa drei Kilometer südöstlich des Dorfes. Hier befindet sich ein etwa 100 Hektar großer Badesee, welcher durch die Flutung eines ehemaligen Tagebaus entstand. Am See befinden sich ein Campingplatz mit über 200 Stellplätzen, Gaststätten und ein Bootsverleih.[13][14]

## Persönlichkeiten
- Axel Delmar (* 1867 in Berlin; † 1929 in Gorden) war ein deutscher Schauspieler, Regisseur und Bühnenautor.
- Oswald Haberland (1877 in Gorden; † 1947 in Hannover), Erzgießermeister, Unternehmer und Kunsthändler.
- Erich Walther (* 1903 in Gorden; † 1948 im Speziallager Nr. 2 Buchenwald) war ein deutscher Offizier und Generalmajor
- Annelore Zinke (* 1958), ehemalige Geräteturnerin und Weltmeisterin am Stufenbarren startete ihre sportliche Laufbahn in Gorden.